# Carlo Luigi Morichini
Carlo Luigi Morichini (né le 21 novembre 1805 à Rome et mort le 26 avril 1879 à Rome) est un cardinal italien du XIXe siècle.

## Biographie
Carlo Luigi Morichini exerce diverses fonctions au sein de la Curie romaine, notamment à la Chambre apostolique et comme président de la Commission d'assistance à Trastevere pendant l'épidémie de choléra en 1834. 
Il est nommé archevêque titulaire de Nisibis (de) en 1845 et est envoyé comme nonce apostolique en Bavière jusqu'en 1847. Il est trésorier général, préfet du Palais apostolique et précepteur de l'hôpital S. Spirito in Sassia à Rome.
Le pape Pie IX le crée cardinal lors du consistoire du 15 mars 1852. Il est transféré au diocèse de Iesi en 1854. 
Il participe au Concile de Vatican I en 1869-1870 et est transféré à l'archidiocèse de Bologne en 1871. Le cardinal Morichini est préfet de la Congrégation du Concile et du Tribunal suprême de la Signature apostolique. Il participe au conclave de 1878, lors duquel Léon XIII est élu pape.

## Succession apostolique
Carlo Luigi Morichini a ordonné les évêques suivants :
- Évêque Giovanni Battista Maneschi (it) (1869)
- Évêque Michele Seri-Molini (1871)
- Archevêque Domenico Cavallini Spadoni (1871)